# Sukamantri (Ciomas)
Sukamantri is een bestuurslaag in het regentschap Bogor van de provincie West-Java, Indonesië. Sukamantri telt 15.684 inwoners (volkstelling 2010).